# Neresnîțea, Teceu
Neresnîțea (în ucraineană Нересниця) este localitatea de reședință a comunei Neresnîțea din raionul Teceu, regiunea Transcarpatia, Ucraina.

## Demografie
Componența lingvistică a localității Neresnîțea
     Ucraineană (99,17%)
     Alte limbi (0,75%)
Conform recensământului din 2001, majoritatea populației localității Neresnîțea era vorbitoare de ucraineană (99,17%), existând în minoritate și vorbitori de alte limbi.